# 2000 (Grand Puba)
2000 è il secondo album del rapper statunitense Grand Puba, pubblicato nel 1995 dalla Elektra Records.

## Tracce
1. Very Special (feat. Michelle Valdes Valentin) – 5:15 (M. Dixon) – Mark Sparks
2. I Like It (I Wanna Be Where You Are) – 4:23 (M. Dixon, E. DeBarge, E. DeBarge, W. DeBarge, A. Ross, L. Ware, R. Addrisi, D. Addrisi) – Mark Sparks
3. A Little of This – 4:23 (M. Dixon, L. Mizell) – Mark Sparks
4. Keep On – 5:04 (M. Dixon, C. Liggio) – Chris Liggio
5. Back Stabbers (feat. Michelle Valdes Valentin) – 5:05 (M. Dixon) – Mark Sparks
6. 2000 – 3:25 (M. Dixon) – Minnesota
7. Amazing – 4:02 (M. Dixon, G. Johnson, L. Johnson, S. Garrett) – Minnesota
8. Don't Waste My Time – 4:28 (M. Dixon, K. Jones) – DJ Alamo
9. Play It Cool – 4:12 (M. Dixon, D. Murphy) – Minnesota
10. Playin' the Game – 3:08 (M. Dixon, K. Jones) – DJ Alamo
11. Change Gonna Come – 4:32 (M. Dixon, D. Ross) – Dante Ross